# Шауро, Василий Филимонович
Васи́лий Филимо́нович Шау́ро (6 ноября 1912, с. Городчевичи, Городчевичская волость, Лепельский уезд, Витебская губерния, Российская империя — 13 апреля 2007, Москва, Россия) — советский белорусский партийный и государственный деятель, первый секретарь Минского обкома КП Беларуси (1956—1960), заведующий Отделом культуры ЦК КПСС (1965—1986).
Член КПСС с 1940 г. Кандидат в члены ЦК КПСС в 1966—1986 гг. Депутат Верховного Совета СССР 5—11 созывов (1958—1987).

## Биография

### Образование
Окончил Могилёвский педагогический институт (заочно) в 1936 году и ВПШ при ЦК ВКП(б) в 1942 году.

### Трудовая деятельность
С 1930 года учитель, директор школы на Витебщине.
В 1942—1947 гг. в аппарате ЦК ВКП(б): инструктор, завсектором Управления пропаганды и агитации ЦК ВКП(б).
В 1947—1948 гг. в аппарате ЦК КП(б) Беларуси: завотделом ЦК КПБ, секретарь, первый секретарь Минского обкома КП Беларуси.
В 1960—1965 гг. секретарь ЦК КП Беларуси, одновременно — Председатель Верховного Совета БССР (1963—1965).
В 1965—1986 гг. заведующий Отделом культуры ЦК КПСС.
С 1986 года на пенсии. Проживал в Гранатном переулке, дом 10.
Похоронен на Троекуровском кладбище (уч. 5).
Известен своей подковёрной борьбой с А. Н. Яковлевым в бытность того и. о. заведующего отделом пропаганды ЦК КПСС (1969—1973). В этой борьбе вышел победителем (при поддержке писателей и учёных), Яковлев был снят с должности. После возвращения А. Н. Яковлева на работу в аппарат ЦК КПСС (1986) В. Ф. Шауро был отправлен на пенсию.